# ویکتور نونیز
ویکتور نونیز (اسپانیایی: Víctor Núñez‎؛ زادهٔ ۱۵ آوریل ۱۹۸۰) یک بازیکن فوتبال اهل جمهوری دومینیکن است.
وی همچنین در تیم ملی فوتبال کاستاریکا بازی کرده‌است.